# Premio Finlandia
El Premio Finlandia (en finés: Finlandia palkinto) es el premio literario más prestigioso de Finlandia. Es otorgado anualmente por la Fundación Finlandesa de Libros (Suomen kirjasäätiö) a una distinguida novela finlandesa. También hay el premio Finlandia Júnior a un libro para niños y el de Tieto-Finlandia a una obra no ficticia. 
Hoy en día, la dotación del premio es de 26 000 euros.

## Ganadores
- 1984 Erno Paasilinna - Yksinäisyys ja uhma
- 1985 Jörn Donner - Far och son
- 1986 Sirkka Turkka - Tule takaisin, pikku Sheba
- 1987 Helvi Hämäläinen - Sukupolveni unta
- 1988 Gösta Ågren - Jär
- 1989 Markku Envall - Samurai nukkuu
- 1990 Olli Jalonen - Isäksi ja tyttäreksi
- 1991 Arto Melleri - Elävien kirjoissa
- 1992 Leena Krohn - Matemaattisia olioita tai jaettuja unia
- 1993 Bo Carpelan - Urwind
- 1994 Eeva Joenpelto - Tuomari Müller, hieno mies
- 1995 Hannu Mäkelä - Mestari
- 1996 Irja Rane - Naurava neitsyt
- 1997 Antti Tuuri - Lakeuden kutsu
- 1998 Pentti Holappa - Ystävän muotokuva
- 1999 Kristina Carlson - Maan ääreen
- 2000 Johanna Sinisalo - Ennen päivänlaskua ei voi
- 2001 Hannu Raittila - Canal Grande
- 2002 Kari Hotakainen - Juoksuhaudantie
- 2003 Pirkko Saisio - Punainen erokirja
- 2004 Helena Sinervo - Runoilijan talossa
- 2005 Bo Carpelan - Berg
- 2006 Kjell Westö - Där vi en gång gått (sueco), Missä kuljimme kerran (finés)
- 2007 Hannu Väisänen - Toiset kengät
- 2008 Sofi Oksanen - Purga (Puhdistus)
- 2009 Antti Hyry - Uuni
- 2010 Mikko Rimminen - Nenäpäivä
- 2011 Rosa Liksom - Hytti nro 6
- 2012 Ulla-Lena Lundberg - Is
- 2013 Riikka Pelo - Jokapäiväinen elämämme
- 2014 Jussi Valtonen - He eivät tiedä mitä tekevät
- 2015 Laura Lindstedt - Oneiron, Fantasia kuoleman jälkeisistä sekunneista
- 2016 Jukka Viikilä - Akvarelleja Engelin kaupungista
- 2017 Juha Hurme - Niemi
- 2018 Olli Jalonen - Taivaanpallo
- 2019 Pajtim Statovci - Bolla
- 2020 Anni Kytömäki - Margarita
- 2021 Jukka Viikilä - Taivaallinen vastaanotto

En 1985, 1988, 1993, 2005 y 2006 la obra galardonada fue escrita originalmente en el idioma sueco, y en otros años en finés. 

### Ganadores del Finlandia Júnior
- 1997 Alexis Kouros - Gondwanan lapset
- 1998 Leena Laulajainen - Kultamarja ja metsän salaisuudet (ilustraciones de Liisa Hakkarainen)
- 1999 Kari Levola - Tahdon
- 2000 Tomi Kontio - Keväällä isä sai siivet
- 2001 Kira Poutanen - Ihana meri
- 2002 Raili Mikkanen - Ei ole minulle suvannot!
- 2003 Arja Puikkonen - Haloo kuuleeko kaupunki
- 2004 Riitta Jalonen - Tyttö ja naakkapuu (ilustraciones por Kristiina Louhi)
- 2005 Tuula Korolainen - Kuono kohti tähteä
- 2006 	Timo Parvela y Virpi Talvitie - Keinulauta
- 2007 	Aino Havukainen y Sami Toivonen - Tatun ja Patun Suomi
- 2008 Esko-Pekka Tiitinen - Villapäät

### Ganadores del Tieto-Finlandia
- 1989 Erik Tawaststjerna - Jean Sibelius 1-5
- 1990 Markku Löytönen (ed.) - Matka-arkku. Suomalaisia tutkimusmatkailijoita
- 1991 Olli Marttila, Tari Haahtela, Hannu Aarnio, Pekka Ojalainen - Suomen päiväperhoset
- 1992 Jukka Salo, Mikko Pyhälä - Amazonia
- 1993 Erik Wahlström, Tapio Reinikainen, Eeva-Liisa Hallanoro - Ympäristön tila Suomessa
- 1994 Heikki Ylikangas - Tie Tampereelle. Dokumentoitu kuvaus Tampereen antautumiseen johtaneista sotatapahtumista Suomen sisällissodassa
- 1995 Matti Sarmela - Suomen perinneatlas
- 1996 Pekka Kivikäs - Kalliomaalaukset - muinainen kuva-arkistomme
- 1997 Fabian Dahlström, Erkki Salmenhaara, Mikko Heiniö - Suomen musiikin historia 1-4
- 1998 Hannu Karttunen - Vanhin tiede. Tähtitiedettä kivikaudesta kuulentoihin
- 1999 Kari Enqvist - Olemisen porteilla
- 2000 Anu Kantola et al. - Maailman tila ja Suomi
- 2001 Heikki Paunonen, Marjatta Paunonen - Tsennaaks Stadii, bonjaaks slangii. Stadin slangin suursanakirja
- 2002 Esko Valtaoja - Kotona maailmankaikkeudessa
- 2003 Antti Helanterä, Veli-Pekka Tynkkynen - Maantieteelle Venäjä ei voi mitään
- 2004 Elina Sana - Luovutetut. Suomen ihmisluovutukset Gestapolle
- 2005 Sami Koski, Mika Rissanen, Juha Tahvanainen - Antiikin urheilu
- 2006 Erkki Tuomioja - Häivähdys punaista (Originalmente en inglés: A Delicate Shade of Pink, trad. por Heikki Eskelinen)
- 2007 Peter von Bagh - Sininen laulu
- 2008 Marjo T. Nurminen - 	Tiedon tyttäret